# 乾隆下江南 (電影)
《乾隆下江南》（英語：Adventures of Emperor Chien Lung），是1977年香港邵氏公司出品，由李翰祥執導的喜劇片，為李翰祥乾隆系列的第一部作品，故事取材于乾隆下江南之野史以及民間傳奇。此片曾獲第十四屆金馬獎最佳彩色影片美术设计与优等剧情片獎。

## 劇情簡介
电影先讲述乾隆身世：雍正在木兰围场因喝了新鮮的鹿血，身體感覺到發熱，需要找女子發洩，於是強姦了宮女李佳氏，宮女李佳氏生下弘历。康熙出猎时，少年弘历制服黑熊救了康熙，因巧对对联，愈加讨得康熙欢喜。
故事从四库全书的编纂开始，纪晓岚爱开玩笑得罪了众人，后在乾隆面前妙解“老头子”......
刘墉因乾隆说了一句“罗锅”提出封号以及每年多要两万两俸禄，乾隆和大臣鄂容安处处刁难刘墉，每次都被刘墉从容解决。乾隆逼刘墉跳冰湖，刘墉自称遇见屈原……
接下来讲述乾隆游扬州，在小茶楼听小二讲民间风情。最后干预一场琐事，惩治了贪官污吏，也把整条街闹腾得不得安宁。

## 人物角色
| 角色名稱 | 演員   | 粵語配音 | 備註 |
| -------- | ------ | -------- | ---- |
| 乾隆帝   | 劉永   | 周永光   |      |
| 劉墉     | 李昆   | 林保全   |      |
| 鄂容安   | 姜南   | 陳曙光   |      |
| 雍正帝   | 岳華   | 陳曙光   |      |
| 李佳氏   | 陈萍   | 潘滿儔   |      |
| 康熙帝   | 杨志卿 | 藍天     |      |
| 纪晓岚   | 井淼   | 吳桐     |      |
| 店小二   | 王沙   | 李忠強   |      |
| 周日清   | 汪禹   | 丁羽     |      |

## 外部連結
- 開眼電影網上《乾隆下江南》的資料（繁體中文）
- 香港影庫上《乾隆下江南》的資料（繁體中文）
- 时光网上《乾隆下江南》的資料（简体中文）
- 豆瓣电影上《乾隆下江南》的資料 （简体中文）
- 互联网电影数据库（IMDb）上《乾隆下江南》的资料（英文）